# Stenoptilia bandamae
Stenoptilia bandamae is een vlinder uit de familie vedermotten (Pterophoridae). De wetenschappelijke naam van deze soort is voor het eerst geldig gepubliceerd in 1964 door Bigot.
De soort komt voor in tropisch Afrika.